# Hobson
Hobson är en by i kommunen Durham i grevskapet Durham i England. Byn är belägen 16 km 
från Durham. Orten har 657 invånare (2015).